# Народная партия (Болгария)
Народная партия — политическая партия в Болгарии.
Образовалась в июне 1894 г., вслед за падением правительства Стамболова, из бывшей консервативной партии. Во главе её официально стояли Минчевич и Моллов, но фактически ею руководил Стоилов. В её программе преобладали фразы, допускающие толкование в любую сторону и лишённые реального содержания. В 1894-99 гг. партия являлась верной опорой министерства Стоилова, как в его колеблющейся иностранной политике, так и в его самовластных внутренних мероприятиях, — как в тех случаях, когда Стоилов старался восстановить законность, так и в тех, когда он её грубо нарушал (выборы 1896 г.). В парламенте, избранном при помощи насилия, ей принадлежало подавляющее большинство мест. Органом партии являлась газета «Мир». Программа и устав партии опубликованы в № 1 и 70 «Мира» за 1895 г.
В 1911—1913 гг. лидер партии Иван Гешов формировал болгарское правительство.
В 1920 году партия объединилась с прогрессивно-либеральной партией и сформировала Единую народно-прогрессивная партию.